# Westwood Village Memorial Park Cemetery
Il Pierce Brothers Westwood Village Memorial Park Cemetery è un cimitero statunitense; è situato a Westwood, un distretto di Los Angeles, nello Stato della California.

## Storia
Scelto nel 1962 da Joe DiMaggio come luogo di tumulazione per l'attrice e ex moglie Marilyn Monroe, divenne subito uno dei cimiteri più famosi degli Stati Uniti.

## Descrizione
Si trova al 1218 di Glendon Avenue, a Westwood, un distretto di Los Angeles, noto anche per ospitare l'UCLA - University of California, Los Angeles.

## A
- Milton Ager (1893 - 1979), musicista e compositore
- Charles Aidman (1925 - 1993), attore
- Eddie Albert (1906 - 2005), attore e attivista
- Shana Alexander (1925 - 2005), giornalista
- Claud Allister (1888 - 1970), attore britannico
- Gitta Alpár (1903 - 1991), cantante, attrice e soprano ungherese
- Richard Anderson (1926 - 2017), attore
- Ken Annakin (1914 - 2009), regista, sceneggiatore e produttore cinematografico britannico
- Eve Arden (1908 - 1990), attrice
- Robert Armstrong (1890 - 1973), attore
- Jack Arnold (1916 - 1992), regista
- Hy Averback (1920 - 1997), attore, produttore cinematografico e regista
- Lew Ayres (1908 - 1996), attore, regista e chitarrista

## B
- Jim Backus (1913 - 1989), attore
- Richard Basehart (1914 - 1984), attore
- Whit Bissell (1909 - 1996), attore
- Billy Bletcher (1894 - 1979), attore, sceneggiatore e doppiatore
- Robert Bloch (1917 - 1994), scrittore e sceneggiatore
- Lloyd Bochner (1924 - 2005), attore canadese
- John Boles (1895 - 1969), attore e cantante
- Ray Bradbury (1920 - 2012), scrittore e sceneggiatore
- Bobbi Brat, cantante
- Fanny Brice (1891 - 1951), attrice e cantante
- Les Brown (1912 - 2001), direttore d'orchestra
- Marguerite McClure Bradbury, moglie di Ray Bradbury

## C
- Sebastian Cabot (1918 - 1977), attore britannico
- Sammy Cahn (1913 - 1993), paroliere e musicista
- Truman Capote (1924 - 1984), scrittore, sceneggiatore, drammaturgo e attore (è presente solo una parte delle ceneri)
- Harry Carey Jr. (1921 2012), attore
- Mary Carlisle (1914 - 2018), attrice
- John Cassavetes (1929 - 1989), attore, sceneggiatore, regista e produttore
- James Coburn (1928 - 2002), attore
- Ray Conniff (1916 - 2002), compositore, direttore d'orchestra e trombonista
- Richard Conte (1910 - 1975), attore
- Bob Crane (1928 - 1978), attore
- Norma Crane (1928 - 1973), attrice
- Karen Carpenter (1950 - 1983), cantante e batterista

## D
- Rodney Dangerfield (1921 - 2004), attore, comico e doppiatore
- Helmut Dantine (1918 - 1982), attore austriaco naturalizzato statunitense
- Marvin Davis, businessman
- Don DeFore (1913 - 1993), attore
- Vigen Derderian (1929 - 2003), attore e cantante iraniano di musica pop
- Adeline De Walt Reynolds (1862 - 1961), attrice
- Edmund M. DiGiulio
- Philip Dorn (1901 - 1975), attore olandese
- Eric Douglas (1958 - 2004), attore
- Kirk Douglas (1916 - 2020), attore e produttore cinematografico
- Dominique Dunne (1959 - 1982), attrice
- Ariel Durant (1898 - 1981), scrittrice russa naturalizzata statunitense
- Will Durant (1885 - 1981), filosofo, saggista e storico

## E
- Nora Eddington (1924 - 2001), attrice e scrittrice
- Roger Edens (1905 - 1970), compositore

## F
- Ester Falcone, attrice (pseudonimo: Renata Vanni), madre di Delia Nora Salvi
- Peter Falk (1927 - 2011), attore e produttore televisivo
- Farrah Fawcett (1947 - 2009), attrice
- Jay C. Flippen (1899 - 1971), attore
- June Foray (1917 - 2017), doppiatrice
- Michael Fox (1921 - 1996), attore
- Virginia Fox (1902 - 1982), attrice
- Coleman Francis (1919 - 1973), regista, attore e produttore cinematografico

## G
- Eva Gabor (1919 - 1995), attrice e doppiatrice ungherese naturalizzata statunitense
- Zsa Zsa Gábor (1917 - 2016), attrice ungherese naturalizzata statunitense
- Michael V. Gazzo (1923 - 1995), attore, drammaturgo, insegnante e sceneggiatore di origini italiane
- Christopher George (1928 - 1983), attore
- Paul Gleason (1939 - 2006), attore
- Thomas Gomez (1905 - 1971), attore
- Don Gordon (1926 - 2017), attore
- Robert Gottschalk, tecnico
- Walter Grauman (1922 - 2015), regista e produttore televisivo
- Jane Greer (1924 - 2001), attrice
- Merv Griffin (1925 - 2007), conduttore televisivo

## H
- Carrie Hamilton (1963 - 2002), attrice
- Armand Hammer (1898 - 1990), collezionista d'arte
- Bong Soo Han, lottatore di arti marziali
- Jonathan Harris (1914 - 2002), attore e doppiatore
- Harold Hecht, produttore cinematografico
- Hugh Hefner (1926 - 2017), editore e fondatore della rivista erotica Playboy
- Florence Henderson (1934 - 2016), attrice
- James Wong Howe (1899 - 1976), direttore della fotografia cinese
- Mark Reynolds Hughes (1956 - 2000), dirigente d'azienda e fondatore di Herbalife
- Ronald Hughes, avvocato
- Ross Hunter (1920 - 1996), produttore cinematografico, attore e regista
- Jim Hutton (1934 - 1979), attore

## I
- Steve Ihnat, attore

## J
- Donald G. Jackson (1943 - 2003), regista e produttore cinematografico
- Sam Jaffe (1891 - 1984), attore
- Nunnally Johnson (1897 - 1977), regista e produttore cinematografico
- Louis Jourdan (1921 - 2015), attore francese
- Louis Henry Jourdan, figlio dell'attore Louis Jourdan
- Janis Joplin (1943 - 1970), cantante (venne cremata qui e le sue ceneri vennero in seguito sparse per l'Oceano Pacifico)
- Brenda Joyce (1917 - 2009), attrice

## K
- Louis Kaufman (1905 - 1994), violinista
- Brian Keith (1921 - 1997), attore (ceneri tumulate insieme a quelle della figlia Daisy)
- Cecil Kellaway (1893 - 1973), attore britannico
- Gene Kelly (1912 - 1996), attore, ballerino, cantante e regista (venne cremato qui e le sue ceneri vennero in seguito sparse per l'Oceano Pacifico)
- Nancy Kelly (1921 - 1995), attrice
- Stan Kenton (1911 - 1979), direttore d'orchestra jazz
- Victor Kilian (1891 - 1979), attore
- Jack Klugman (1922 - 2012), attore, regista e scrittore
- Don Knotts (1924 - 2006), attore, comico e doppiatore
- Miliza Korjus (1909 - 1980), soprano e attrice estone

## L
- Karen Lamm, modella e attrice
- Burt Lan, attore
- Angela Lansbury (1925 - 2022), attrice britannica naturalizzata statunitense
- Sidney Lanfield (1898 - 1993), regista, musicista e cabarettista
- Peter Lawford (1923 - 1984), attore e socialite britannico naturalizzato statunitense (alla sua morte le ceneri furono sepolte in questo cimitero e solo successivamente vennero rimosse per essere sparse nell'Oceano Pacifico)
- Marc Lawrence (1910 - 2005), attore e regista
- Irving Paul Lazar, agente
- Anna Lee (1913 - 2004), attrice britannica naturalizzata statunitense
- Peggy Lee (1920 - 2002), cantante, attrice e compositrice
- Ernest Lehman (1915 - 2015), sceneggiatore, produttore cinematografico, regista e scrittore
- Janet Leigh (1927 - 2004), attrice
- Jack Lemmon (1925 - 2001), attore
- Queenie Leonard (1905 - 2002), attrice e cantante
- Oscar Levant (1906 - 1972), attore, compositore e pianista
- Jay Livingston (1915 - 2001), compositore
- Robert Loggia (1930 - 2015), attore e doppiatore

## M
- Alexander Mackendrick (1912 - 1993), sceneggiatore e regista
- Karl Malden (1912 - 2009), attore
- Margo (1917 - 1985), attrice e ballerina messicana
- Janet Margolin (1943 - 1993), attrice
- Dean Martin (1917 - 1995), attore, comico e cantante
- Andrew Marton (1904 - 1992), regista, montatore e produttore cinematografico ungherese naturalizzato statunitense
- Pamela Mason, attrice
- Shirley Mason (1900 - 1979), attrice
- Osa Massen (1915 - 2006), attrice danese
- Edith Massey (1918 - 1984), attrice e cantante
- Walter Matthau (1920 - 2000), attore
- Lewis Milestone (1895 - 1980), regista, sceneggiatore e produttore cinematografico russo naturalizzato statunitense
- Marvin E. Miller, attore
- Marilyn Monroe (1926 - 1962), attrice, modella, produttrice cinematografica e cantante
- Elizabeth Montgomery (1933 - 1995), attrice (venne cremata)
- Constance Moore, cantante e attrice
- Jeff Morris (1934 - 2004), attore comico

## N
- Nader Naderpour, poeta
- Robert Nathan (1894 - 1985), scrittore e poeta[1]
- Robert Newton (1905 - 1956), attore inglese
- Lloyd Nolan (1902 - 1985), attore

## O
- Carroll O'Connor (1924 - 2001), attore, regista e sceneggiatore
- Hugh O'Connor, attore
- Ryan O'Neal (1941 - 2023), attore
- Heather O'Rourke (1975 - 1988), attrice
- Roy Orbison (1936 - 1988), cantautore e chitarrista

## P
- Grigorij Pavlovič Pjatigorskij (1903 - 1976), violoncellista ucraino naturalizzato statunitense
- Bettie Page (1923 - 2008), pin-up e attrice
- Frank Pierson (1925 - 2012), regista, sceneggiatore e produttore televisivo

## R
- Donna Reed (1921 - 1986), attrice
- Renie Riano, attrice
- Buddy Rich (1917 - 1987), batterista jazz
- Minnie Riperton (1947 - 1979), cantautrice
- Ava Archer Syme-Reeves, figlia di Keanu Reeves
- Hillevi Rombin (1933 - 1996), modella svedese (Miss Universo 1955)
- Ruth Rose, screenwriter
- Herbert Ross (1927 - 2001), regista, coreografo e produttore cinematografico
- Gena Rowlands (1930 - 2024), attrice

## S
- William Sackheim, produttore
- Delia Nora Salvi (1927 - 2015), docente universitaria dell'UCLA, scrittrice ed attrice, figlia di Ester Falcone (pseudonimo: Renata Vanni)
- Franklin J. Schaffner (1920 - 1989), regista
- G. David Schine, produttore
- Ernest B. Schoedsack (1893 - 1979), regista, sceneggiatore e produttore cinematografico
- George C. Scott (1927 - 1999), attore, regista e produttore cinematografico
- Vivienne Segal, cantante e attrice
- Anne Seymour, attrice
- Robert Stack (1919 - 2003), attore
- Sage Stallone (1976 - 2012), attore e regista
- Ray Stark (1915 - 2004), produttore cinematografico
- Josef von Sternberg (1894 - 1969), regista, sceneggiatore e produttore cinematografico austriaco naturalizzato statunitense
- Dorothy Stratten (1960 - 1980), attrice e modella canadese
- Danny Sugerman, scrittore
- Jennifer Syme, attrice (sepolta con la figlia che ebbe da Keanu Reeves)

## T
- Don Taylor (1920 - 1998), attore, regista e produttore televisivo
- Kent Taylor, attore
- William C. Thomas, produttore
- Ernst Toch (1887 - 1964), compositore e pianista austriaco
- Mel Tormé (1925 - 1999), cantante e musicista
- Helen Traubel (1899 - 1972), soprano
- Frank Tuttle (1892 - 1963), regista, sceneggiatore e produttore cinematografico

## V
- John Vivyan, attore

## W
- June Walker, attrice
- Ray Walston (1914 - 2001), attore (venne cremato e le sue ceneri riposano insieme alla figlia)
- Harry Warren (1893 - 1981), compositore e paroliere
- Chrissie White (1895 - 1989), attrice britannica
- Cornel Wilde (1912 - 1989), attore, produttore cinematografico e regista ungherese naturalizzato statunitense
- Billy Wilder (1906 - 2002), regista, sceneggiatore e produttore cinematografico austriaco naturalizzato statunitense
- Brian Wilson (1942 - 2025), cantautore, musicista, compositore, arrangiatore e produttore discografico
- Carl Wilson (1946 - 1998), musicista
- Estelle Winwood (1883 - 1984), attrice britannica
- Natalie Wood (1938 - 1981), attrice

## Z
- Darryl F. Zanuck (1902 - 1979), capo degli studi 20th Century Fox
- Frank Zappa (1940 - 1993), chitarrista, compositore e arrangiatore